# St. Maria (Grochwitz)

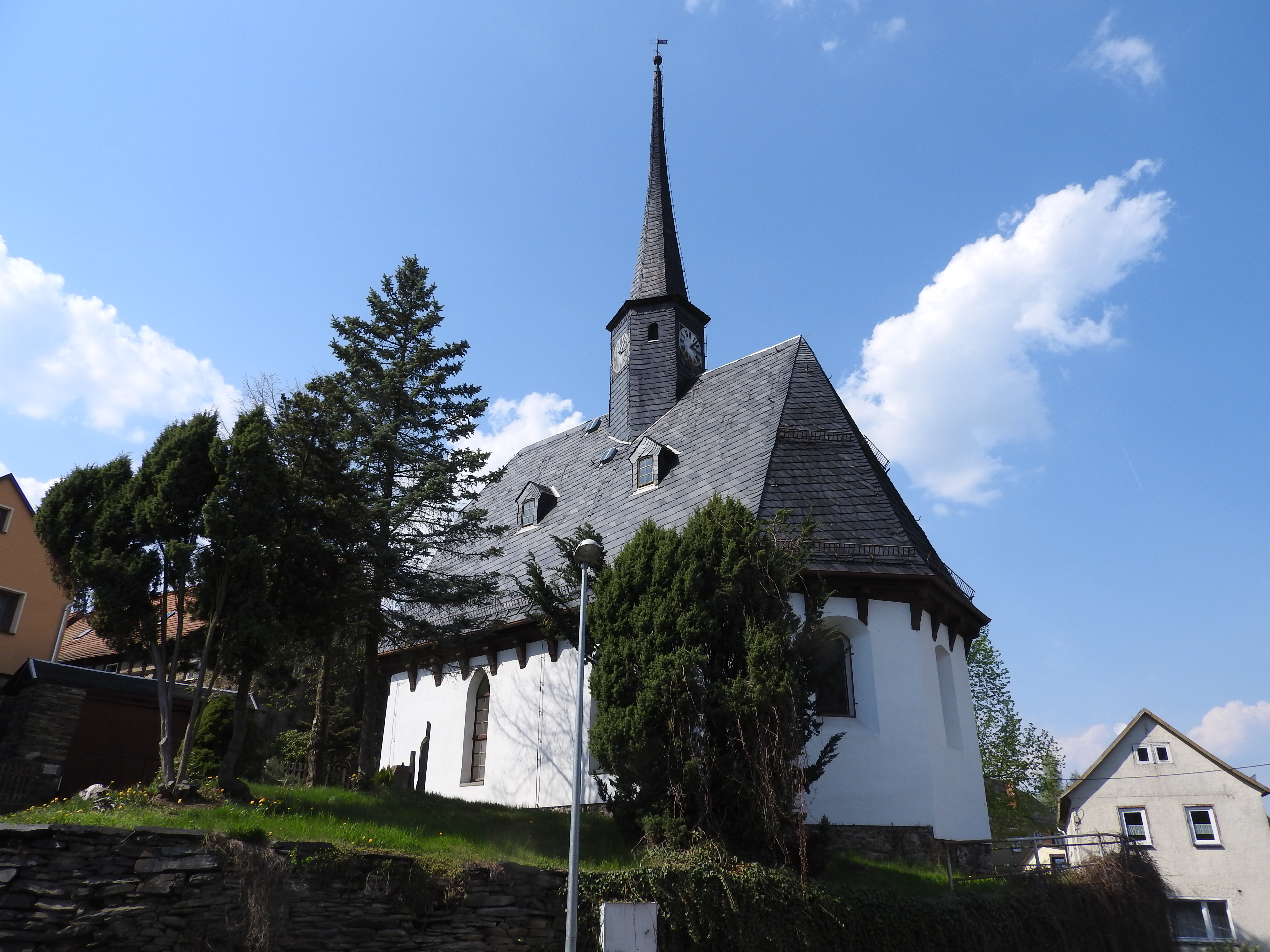
St. Maria in Grochwitz

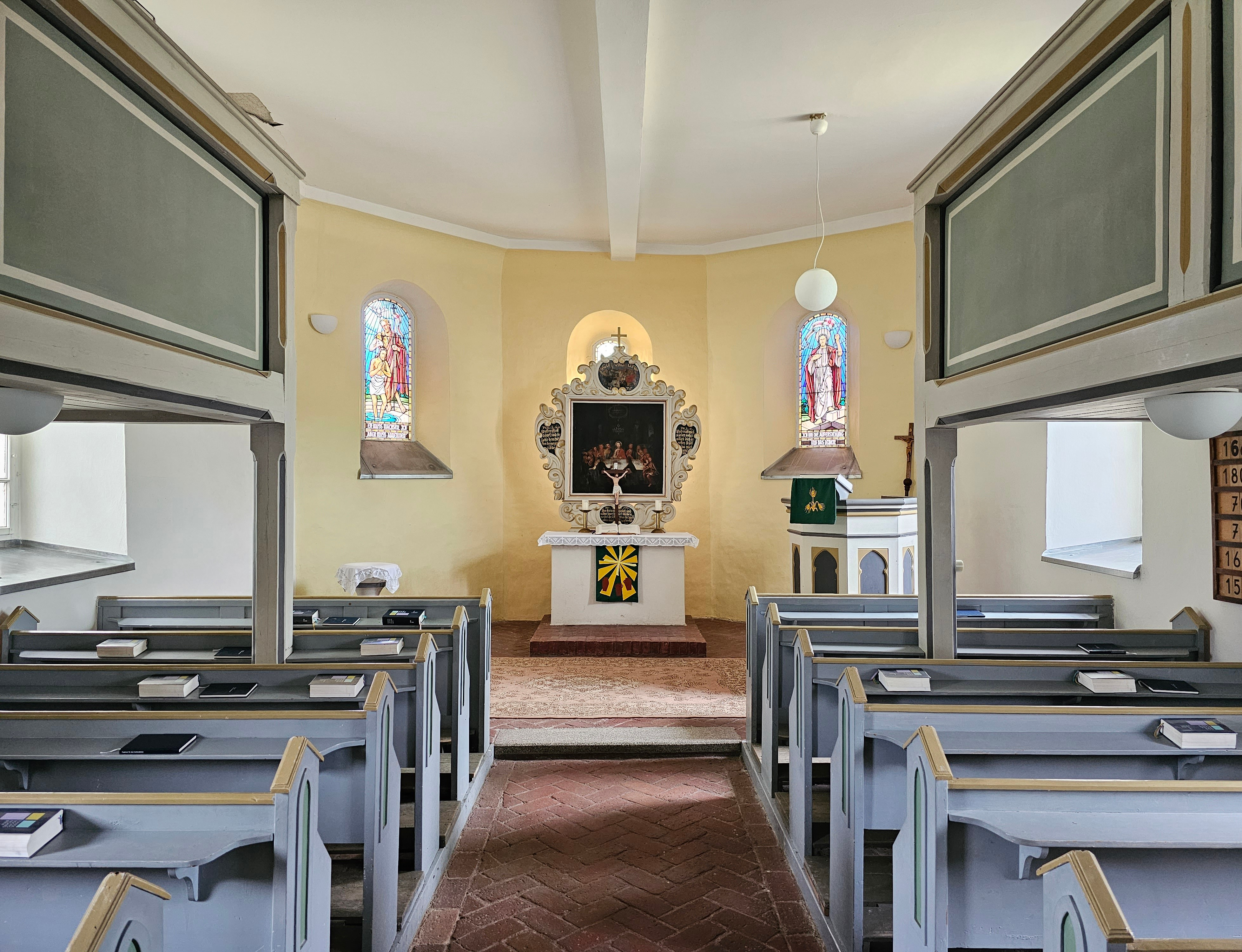
Innenraum, Blick nach Westen (2023)

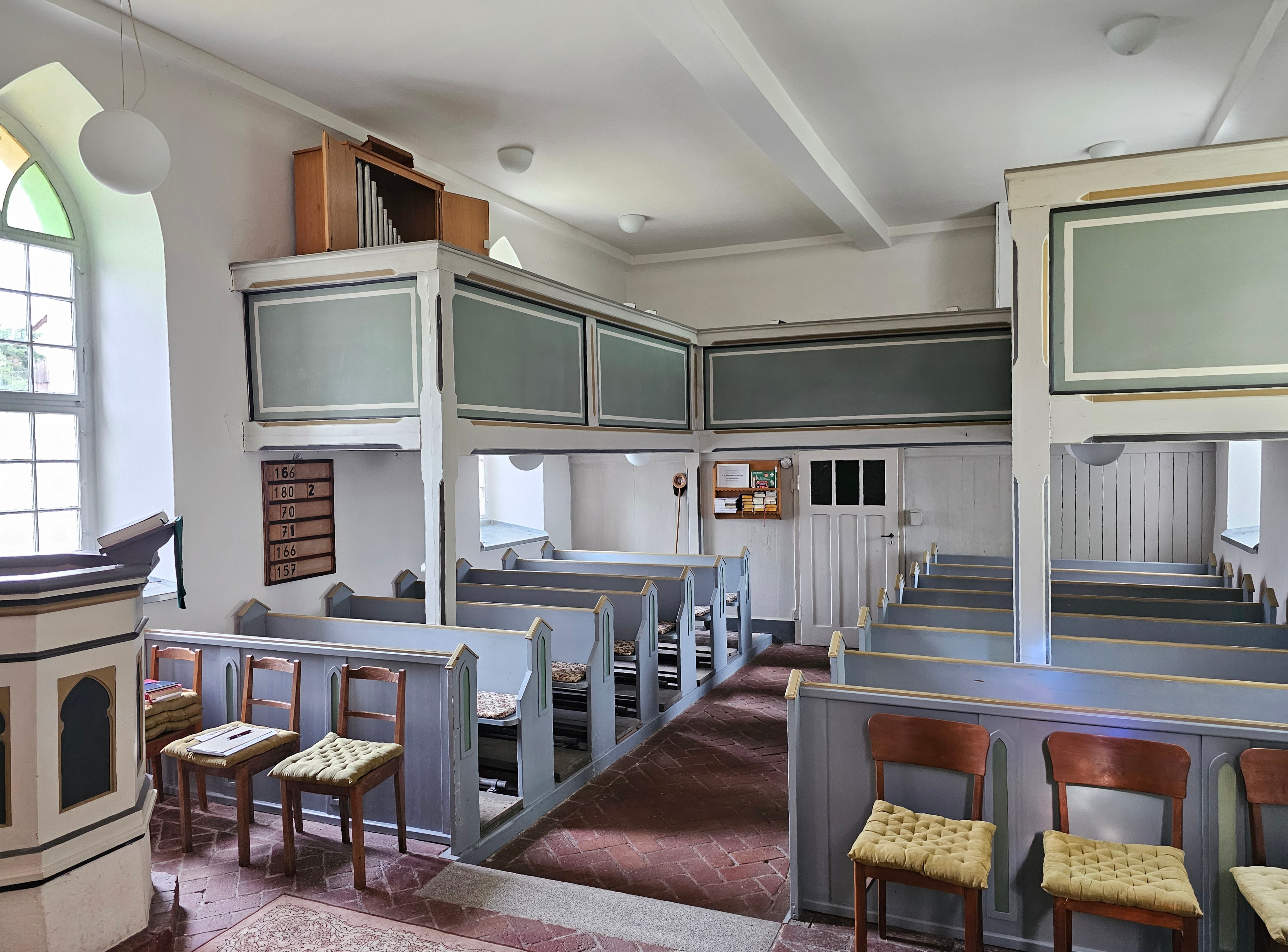
Innenraum, Blick nach Nordosten

Die evangelisch-lutherische Dorfkirche St. Maria steht im Stadtteil Grochwitz der Stadt Schleiz im Saale-Orla-Kreis in Thüringen.
Die kleine rechteckige Kirche erhielt ihr heutiges Aussehen im  17./18. Jahrhundert. Sie hat einen polygonalen Ostabschluss und wird von einem Walmdach mit schmalem schlanken Dachreiter überspannt.
Das Kircheninnere hat eine flache Decke und eine dreiseitig umlaufende Empore aus dem 19. Jahrhundert sowie zwei Bleiglasfenster. Das Altarbild entstammt der Barockzeit. Die kleine pedallose Orgel auf der Empore wurde 1986 vom VEB Frankfurter Orgelbau Sauer erbaut. Sie verfügt über drei Register auf einem Manual. Alternativ ist eine Windschöpfung auch per Fußtritte möglich.
Im Kirchturm verweist eine Glocke mit Inschrift aus dem Jahr 1489 auf das Alter der Kapelle. Das besagen auch die zugemauerten Spitzbogenfenster der Kirche. Restaurierungen und Umgestaltungen erfolgten im 18. und 20. Jahrhundert.